# 陸費逵
陸費逵（りくひ き、1886年9月17日 - 1941年7月9日）は、中国の出版人であり、中華書局の創業者。
姓が陸費（複姓）、名が逵である。字は伯鴻、号は少滄。

## 生涯
陸費逵の原籍は浙江省桐郷であるが、陝西省漢中で生まれ、江西省南昌で育った。1904年に湖北省武昌で新学界書店を創業した。翌年、漢口の『楚報』の記者となるが、『楚報』は粤漢鉄道の建設に関する暴露記事を書いたことから停刊に追いこまれ、陸費逵は上海へ逃がれた。
上海では昌明公司・文明書局を経て1908年に上海商務印書館に入社し、その出版部部長をつとめた。1909年に商務印書館が創刊した月刊誌『教育雑誌』の初代編集長でもあった。陸費逵はその創刊号に「普通教育当採用俗体字」を発表した。これは簡体字の採用を主張した初期の言説として知られる。
辛亥革命後の1912年1月1日、数人の同僚とともに商務印書館を離れて中華書局を創業し、その総経理の職についた。中華書局は教科書の販売によって急速に成長し、かつての勤め先である商務印書館のライバル企業になった。
1937年に日中戦争がはじまると、上海での出版は困難が大きくなった。陸費逵は同年11月に香港へ移り、香港弁事処を設立した。1941年に脳溢血のために香港で急逝した。
原籍の桐郷市図書館は別名を「陸費逵図書館」といい、陸費逵の娘である陸費銘琪・銘琇姉妹から陸費逵関係資料を寄贈された。

## 業績
出版人としての業績のほか、上記の1909年の論説のように、漢字の簡化を早くから主張した人としても知られる。1921年にも「整理漢字的意見」を発表している。
著書に『教育文存』(1922)があり、上記の漢字簡化の論文も収録されている。